# Pietro Prisco Guglielmucci
Pietro Prisco Guglielmucci (falecido em 1539) foi um prelado católico romano que serviu como bispo de Lavello (1515–1539).

## Biografia
No dia 10 de dezembro de 1515, Pietro Prisco Guglielmucci foi nomeado pelo Papa Leão X como Bispo de Lavello. Serviu como bispo de Lavello até à sua morte em junho de 1539.
Enquanto bispo, foi o consagrador principal de Andrés Clemente de Torrecremata, bispo de Duvno.